# Lecherlijn
Een Lecherlijn is een naar de Oostenrijkse natuurkundige Ernst Lecher (1856-1926) genoemde opstelling van twee evenwijdige geleiders voor het onderzoeken van resonantie en het meten van de golflengte van hoogfrequente elektrische signalen.

## Opstelling

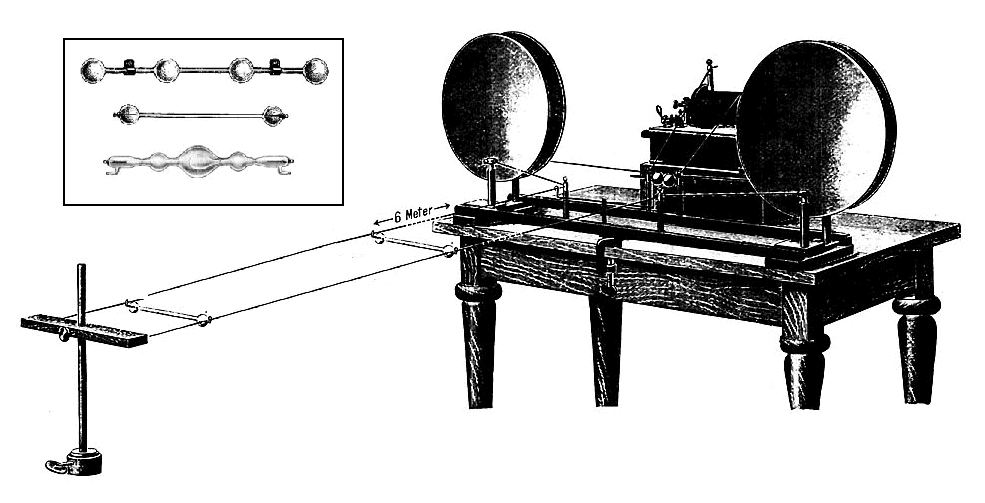
Lecherlijn uit 1888 om golflengten en frequenties te meten (Catalogus van wetenschappelijke laboratoriumapparatuur uit 1904)

Een oorspronkelijke Lecherlijn bestaat uit twee evenwijdige geleidende draden of staven, die aan één zijde aangesloten zijn op een hoogfrequente spanningsbron en aan de andere zijde zijn kortgesloten. Op de lijn vormt zich een staande golf met de frequentie van de voedingsbron. Bij voldoende hoog vermogen van de voedingsbron kunnen buiken en knopen van de spanning en de stroom op de lijn met een gloeilamp of een glimlamp opgespoord worden.
Voor aanpassing aan verschillende frequenties is over de beide geleiders een verschuifbare kortsluiting aanwezig.

## Elektrotechnische beschrijving

Lecherlijn

De capaciteit {\displaystyle c} en de zelfinductie {\displaystyle l} per lengte-eenheid van een Lecherlijn met een afstand {\displaystyle a} tussen de geleiders en {\displaystyle d} de diameter van de geleiders, zijn:
{\displaystyle c=\pi \varepsilon _{0}\varepsilon _{\mathrm {r} }\,{\frac {1}{\operatorname {arcosh} \left({\frac {a}{d}}\right)}}}
{\displaystyle l={\frac {\mu _{0}\mu _{\mathrm {r} }}{\pi }}\,\operatorname {arcosh} \left({\tfrac {a}{d}}\right)}
zodat met verwaarlozing van de dissipatie in de omhulling en de inwendige weerstand de karakteristieke impedantie gelijk is aan:
{\displaystyle Z_{0}={\sqrt {\frac {l}{c}}}={\frac {1}{\pi }}{\sqrt {\frac {\mu _{0}\mu _{\mathrm {r} }}{\varepsilon _{0}\varepsilon _{\mathrm {r} }}}}\,\operatorname {arcosh} \left({\frac {a}{d}}\right)}
Of in een vereenvoudigde vorm:
{\displaystyle Z_{0}={\frac {120\,\omega }{\sqrt {\varepsilon _{\mathrm {r} }}}}\,\operatorname {arcosh} \left({\frac {a}{d}}\right)}
met {\displaystyle \varepsilon _{\mathrm {r} }} de relatieve diëlektrische constante van het isolatiemateriaal.